# Kanton Limoges-Beaupuy
Der Kanton Limoges-Beaupuy war bis 2015 ein französischer Wahlkreis im Arrondissement Limoges, im Département Haute-Vienne und in der Region Limousin. Vertreterin im Generalrat des Départements war Marie-Françoise Pérol-Dumont (PS) von 1977 bis 1984 und 1988 bis 2015 durchgehend. 
Der Kanton bestand aus einem Teil der Stadt Limoges. Die Bevölkerungszahl betrug zum 1. Januar 2012 insgesamt 6989 Einwohner.